# Bad Abbach
Bad Abbach är en köping (Markt) vid Donau nära Regensburg i Landkreis Kelheim i Regierungsbezirk Niederbayern i förbundslandet Bayern i Tyskland, och är känd för sina svavelkällor. Folkmängden uppgår till cirka 
13 000 invånare, på en yta av 55 kvadratkilometer.
Den tyske historikern Johannes Aventinus menade att Henrik II skulle vara född här år 973. Svavelbaden omtalas första gången i källor 1262. Först på 1400-talet börjar dock platsen att bli en välbesökt kurort.